# Högaffla Hage
Högaffla Hage var en tecknad serie som sändes som sommarlovsprogram i Sveriges Television under sommaren 2002.
Det som var så speciellt med detta års sommarlovsprogram var att det utspelades på en bondgård men var animerat med en speciell teknik som fick djurens munnar att automatiskt följa skådespelarnas röster.
I programmet visades bland annat Disneys tecknade serie Luftens hjältar, Den vilda familjen Thornberry och även Tårtan.  